# Phó vương quốc Peru
Phó vương quốc Peru hay Phó vương phủ Peru (tiếng Tây Ban Nha:Virreinato del Perú) là một đơn vị hành chính thuộc địa của Tây Ban Nha được thành lập vào năm 1542. Lãnh thổ này bao gồm hầu hết khu vực do Tây Ban Nha cai trị tại Nam Mỹ, lỵ sở đặt tại Lima. Phó vương quốc Peru là một trong hai phó vương quốc duy nhất của Tây Ban Nha tại châu Mỹ từ thế kỷ 16 đến thế kỷ 17.
Cùng có mặt tại Nam Mỹ là thuộc địa Brasil của Bồ Đào Nha. Vì Tây Ban Nha không ngăn cản sự bành trướng của người Bồ Đào Nha nên lãnh thổ phó vương quốc Peru bị thu hẹp. Khi Hiệp ước Tordesillas trao trả phần lớn Nam Mỹ lại cho Tây Ban Nha nhưng vào thời điểm đó Tây Ban Nha đã thống nhất với Bồ Đào Nha. Việc thành lập Phó vương quốc Tân Granada và Phó vương quốc Río de la Plata (tách ra từ Peru) đã làm giảm đi tầm quan trọng của Lima và lợi nhuận từ thương mại trên vùng Andes đã đổ về Buenos Aires, trong khi đó các ngành khai mỏ và dệt sa sút đã đẩy nhanh qua trình suy tàn của Phó vương quốc Peru. Cuối cùng, phó vương quốc đã bị tan rã cùng với Đế quốc Tây Ban Nha, khi các phong trào dân tộc độc lập bắt đầu vào thế kỷ 19. Phong trào này đã dẫn đến việc hình thành các nước cộng hòa hiện đại gồm Peru, Chile, Colombia, Panama, Ecuador, Bolivia, Paraguay, Uruguay và Argentina trên các lãnh thổ đã từng một hay nhiều lần trực thuộc Phó vương quốc Peru.

## Lịch sử

### Thám hiểm và định cư
Sau khi người Tây Ban Nha xâm chiếm Peru (1532-1537), "Audiencia" đầu tiên được lập ra. Năm 1542, người Tây Ban Nha thành lập Phó vương quốc Tân Castile, và không lâu sau đó đã thường được gọi là Phó vương quốc Peru. Năm 1544, Hoàng đế Thánh La Mã Charles V (Charles I của Tây Ban Nha) đã chỉ định Blasco Núñez Vela là phó vương Peru đầu tiên, nhưng phó vương quốc đã không hoạt động cho đến khi Phó vương Francisco de Toledo được cử đến vào năm 1572. Sau đó ông đã đi kiểm tra với phạm vi rộng tại thuộc địa.

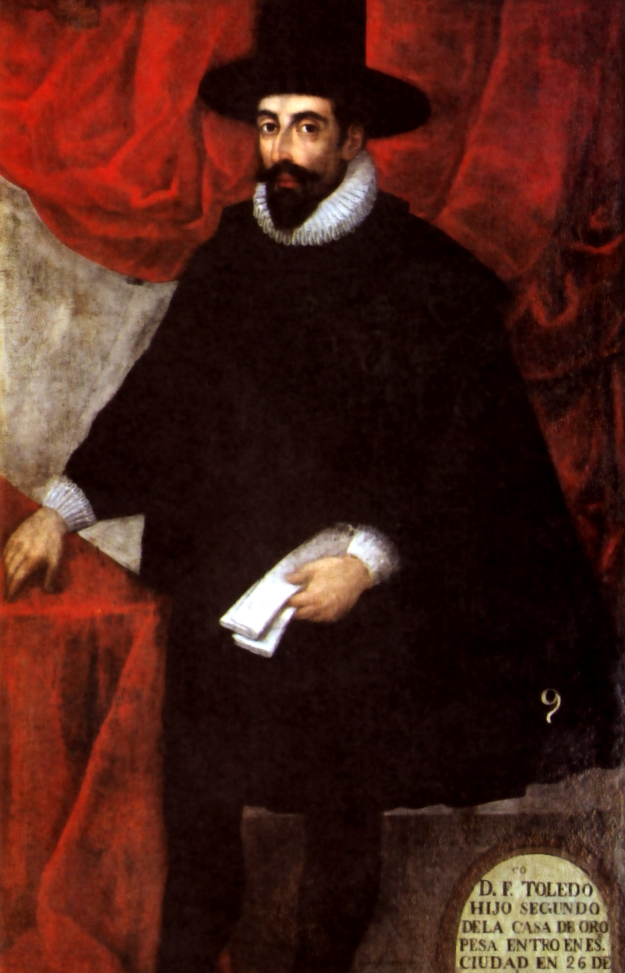
Francisco de Toledo, Bá tước xứ Oropesa, Phó vương Peru

Francisco de Toledo, "một nhà quản lý vĩ đại trong thời đại loài người", đã thành lập Tòa án dị giáo và công bố luật pháp áp dụng tương tự cho cả người Tây Ban Nha và người Anh-điêng (người da đỏ), xóa bỏ quyền lực của những Encomienda và giảm bớt hệ thống Mita cũ, hay chế độ lao động cưỡng bức với người bản địa. Ông đã cải thiện sự an toàn trong phó vương quốc với những công sự, cầu và Armada del Mar del Sur (Đội tàu phương Nam) để chống lại bọn hải tặc. Francisco de Toledo cũng đã đựt dấu chấm hết cho nhà nước Vilcabamba của người bản địa, hành hình Tupac Amaru của Inca và phát triển kinh tế từ thương mại độc quyền và khai mỏ, đặc biệt là các mỏ bạc tại Potosí.
Đồng bằng Amazon và một khu vực lớn lân cận đã từng được coi là lãnh thổ của Tây Ban Nha theo Hiệp ước Tordesillas và các chuyến thám hiểm như của Francisco de Orellana, ngoài ra Hiệp ước Tordesillas đã đưa ra điều này một cách vô nghĩa từ năm 1580 đến 1640 khi Tây Ban Nha kiểm soát Bồ Đào Nha. Tuy nhiên, Luis Jerónimo de Cabrera, Đệ tứ bá tước Chinchón đã gửi ba đội viên chinh để thám hiểm sông Amazon dưới sự chỉ huy của Cristóbal de Acuña.
Nhiều quần đảo tại Thái Bình Dương được các tàu của người Tây Ban Nha viếng thăm trong thế kỷ 16, nhưng họ đã không nỗ lực để trao đổi hàng hóa hay thuộc địa hóa chúng. Các đảo này gồm có New Guinea (khám phá ra bởi Yñigo Ortiz de Retez năm 1545), Quần đảo Solomon (bởi Pedro Sarmiento de Gamboa năm 1568) và Quần đảo Marquises (bởi Álvaro de Mendaña de Neira năm 1595)
Việc cưỡng ép người dân bản địa cải sang Thiên Chúa giáo bắt đầu từ năm 1609, nhưng một số khu vực do người những người Bandeirantes từ Brasil chiếm giữa và họ mở rộng các hoạt động của mình ra khắp đồng bằng và khu vực kế cận Matto Grosso vào thế kỷ 17 và 18. Các nhóm này có được sự thuận lợi vì ở vị trí xa xôi và nước triều ở vùng cửa sông Amazon (là lãnh thổ Bồ Đào Nha). Trong lúc đó, người Tây Ban Nha áp đặt luật lệ của mình lên những nô lệ là người bản địa, đưa họ ra khỏi các điểm thương mại quan trọng và đưa sâu vào khu vực nội địa của đồng bằng.
Một cuộc tấn công bất ngờ nổi tiếng trong lịch sử đã diễn ra với mục đích chống lại những người Tây Ban Nha năm 1628 và kết quả là 60.000 người bản địa đã bị nô dịch hóa. Năm 1617, Francisco de Borja y Aragón đã chia đôi chính quyền ở Río de la Plata thành Buenos Aires và Paraguay, cả hai đều là lãnh thổ phụ thuộc của Phó vương quốc Peru. Phó vương Borja y Aragón cũng thành lập Tribunal del Consulado, một tòa án đặc biệt và một bộ phận hành chính để quản lý thương mại trong phó vương quốc. Diego Fernández de Córdoba, Hầu tước xứ Guadalcázar đã cải tổ hệ thống ngân khố và đã chấm dứt việc tranh giành đẫm máu giữa các gia tộc về vấn đề đất đai.
Các phó vương khác, như Fernando Torres, Borja y Aragón, Fernández de Cabrera hay Fernández Córdoba cũng phát triển hải quân thuộc địa và củng cố cảng cảng để chống lại các hoạt động của hải tặc vốn do một người Anh tên là Thomas Cavendish lãnh đạo. Fernández de Cabrera đã đè bẹp một cuộc nổi dậy của những người da đỏ Uru và Mapuche.

### Thời kỳ 1643-1713

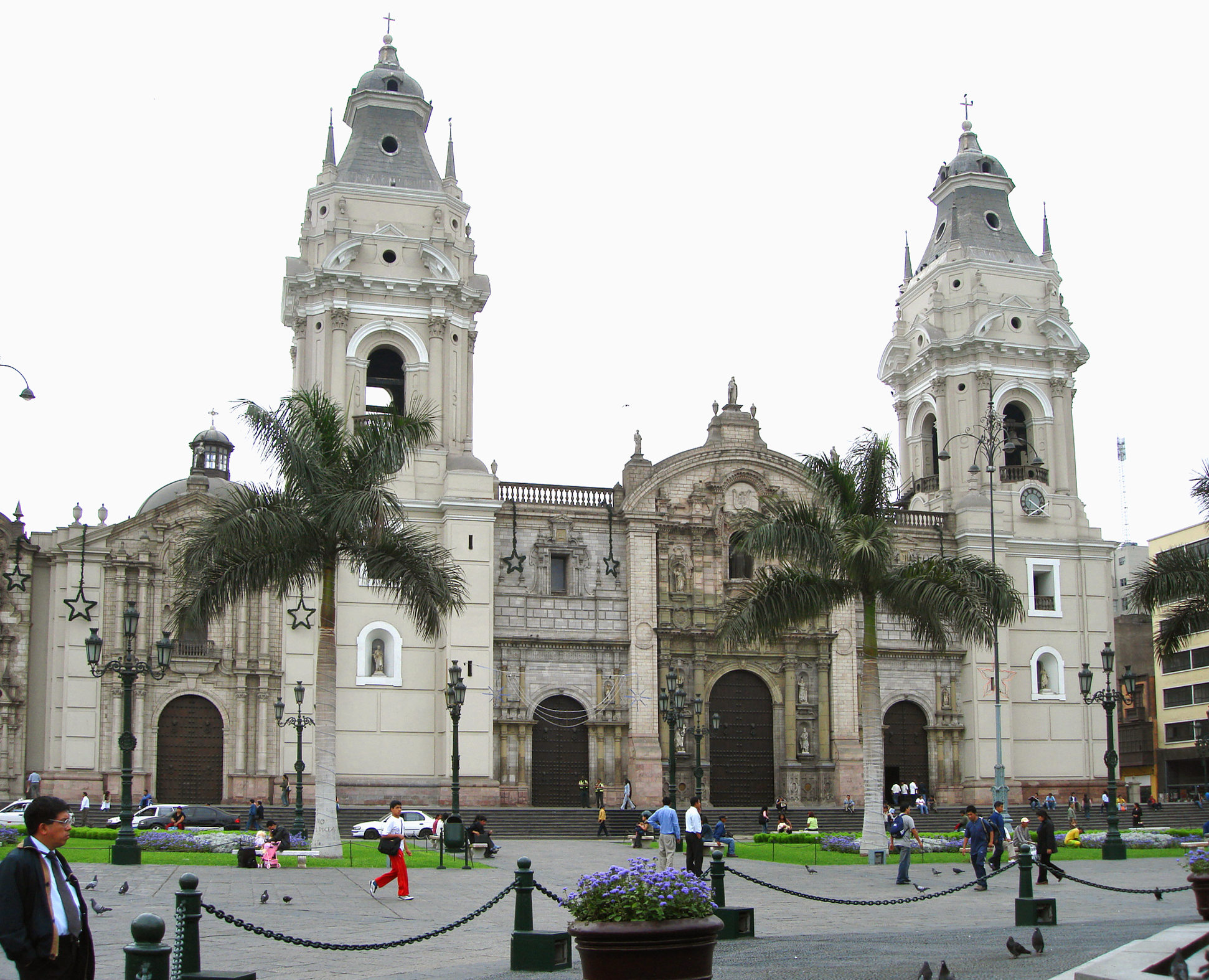
Nhà thờ lớn Lima

Các Phó vương đã bảo vệ bờ biển Thái Bình Dương khỏi những kẻ buôn lậu người Pháp và hải tặc người Anh và Hả Lan. Họ đã mở rộng lực lượng hải quân, củng cố các cảng Valdivia, Valpara íso, Arica và Callao và xây tường thành tại Lima năm 1686 và tại Trujillo từ năm 1685-1687. Thuy vậy, tên hải tặc nổi tiếng người Anh tên là Henry Morgan đã chiếm Chagres và giành được rồi sau đó cướp phá thành phố Panama trong những tháng đầu cuae năm 1670. Các lực lượng Peru cũng đã bị đẩy lui bởi những cuộc tấn công của Edward David (1684 và 1686), Charles Wager và Thomas Colb (1708) và Woldes (1709-1711). Hòa ước Utrecht đã đồng ý để người Anh gửi tàu và hàng hóa thẳng đến Portobello.
Trong thời kỳ này, các cuộc nổi dậy diễn ra thường xuyên. Khoảng năm 1656, Pedro Bohórquez đã tự lên ngôi Inca (hoàng đế) của người da đỏ Calchaquí, và sau đó đã khuyến khích những người bản địa nổi dậy. Từ năm 1665 cho đến 1668, có hai người chủ mỏ vàng tên là José và Gaspar Salcedo đã nổi dậy chống lại chính quyền thuộc địa. Giới tăng lữ đã chống đối việc bổ nhiệm tổng giám mục từ Tây Ban Nha. Phó vương Diego Ladrón de Guevara thi hành những hành động đàn áp có giới hạn một cuộc nổi sậy của nô lệ tại đồn điện ở Huachipa de Lima. Các trận động đất khủng khiếp cũng đã diễn ra tại phó vương quốc vào các năm 1655 và 1687, ngoài ra một số dịch bệnh lớn cũng đã xảy ra.
Dưới thời kỳ quản lý của Baltasar de la Cueva Enríquez, luật dành cho người Da đỏ đã được soạn thảo. Phó vương Diego Ladrón de Guevara đã tăng thêm sản lượng bạc tại các mỏ ở Potosí, và đã khuyến khích sản xuất tại các mỏ khác ở San Nicolás, Cojatambo và Huancavelica. Các nhà thờ Los Desamparados (1672), La Buena Muerte và chuyển đổi mục đích của Misnimos de San Francisco de Paula đã hoàn thành và mở cửa, Bệnh viện Espiritu Santo tại Lima và San Bartolomé đã được xây dựng

### Cải cách Bourbon (1713-1806)
Năm 1717, Phó vương quốc Tân Granada được thành lập từ các lãnh thổ phía bắc, gồm các Audiencas Bogotá, Quito và Panama. Sau đó là thành lập Phó vương quốc Riso de la Plata từ các vùng phía nam mà nay là Argentina, Bolivia, Paraguay và Uruguay vào năm 1776. Hiệp ước Tordesillas được ký kết từ 256 năm trước đã bị thay thế bởi Hiệp ước Madrid vào năm 1750, hiệp ước mới này công nhận quyền kiểm soát của Bồ Đào Nha tại các vùng đất mà nước này đang sử dụng tại Nam Mỹ. Sự chiếm giữa này của Bồ Đào Nha đã dẫn tới Chiến tranh Guarani vào năm 1756.
Một số phó vương đã có ảnh hưởng về mặt khoa học, cginhs trị và kinh tế với Phó vương quốc, Manuel de Amat y Juniet đã chuẩn bị một đội viễn chinh tới Tahiti. Phó vương [[Teodoro de Croix cũng đã phi tập trung hóa quyền lực qua việc thành lập tám intendencias ở khu vực Audiencia Lima, và hai tại Tổng úy Chile.
Một trận động đất đã phá hủy Lima và Callao vào năm 1746. Phó vương Amat y Juniet sau đó đã xây dựng nhiều công trình công cộng khác nhau ở Lima, bao gồm đấu trường bò tót đầu tiên. Manuel de Guirior cũng đã cải tiến việc chăm sóc sức khỏe tại 10 bệnh viện ở Lima và thành lập một trại trẻ mồ côi.
Chiến tranh giữa Tây Ban Nha và Anh một lần nữa lại xảy ra (1739-1748) và đã dẫn tới việc Amat y Juniet đã cho xây dựng pháo đài Real Felipe tại Callao vào năm 1774. Tuy thế, trong suốt thời kỳ này, người da đỏ bản địa đã không bị đàn áp hoàn toàn. Chỉ riêng trong thế kỷ 18; đã có mười bốn cuộc nổi dậy lớn diễn ra, quan trọng nhất trong đó là của Juan Santos Atahualpa năm 1742, và Nổi dậy Sierra của Tupac Amaru II vào năm 1780. Cuộc nổi dậy Comunero đã khởi phát tại Paraguay từ năm 1721 đến 1732. Năm 1767, các thầy tu dòng Tên đã bị trục xuất ra khỏi thuộc địa.

### Kết thúc (1806-1824)

Cờ của phó vương quốc (1785-1824)

Phó vương José Fernando de Abascal y Sousa đã ban hành các cải cách về giáo dục, tái tổ chức quân đội, và dập tắt các cuộc nổi dậy địa phương. Trong thời kỳ quản lý của ông, Tòa án dị giáo Lima đã bị hủy bỏ theo quyết định của Nghị viện tại Tây Ban Nha.
Khi các cuộc chiến tranh giành độc lập nổ ra vào năm 1810, Peru là trung tâm của những người bảo hoàng. Abascal đã cho sáp nhập trở lại các tỉnh Córdoba, Potosí, La Paz, Charcas, Chile và Quito (Ecuador) vào phó vương quốc Peru.
Năm 1812, chiến sự ác liệt tại Guayaquil đã tàn phá một nửa thành phố. Huân tước Cochrane, điều khiển một hải quân Chile mới thành lập, đã không thành công trong việc tấn công Guayaquil và El Callao, nhưng vào ngày 4 tháng 2 ông đã giành được Valdivia, một địa điểm chiến lược và điều này trở thành một sự củng cố rất lớn cho phó vương quốc. Tuy nhiên năm 1826, địa điểm này đã rơi vào tay những người nổi dậy. Tây Ban Nha đã thử cố gắng thu hồi lại những thuộc địa cũ nhưng đều vô ích và năm 1879, nước này đã chính thức công nhận nền độc lập của Peru.

## Chính trị

Phân chia các audiencia của Phó vương quốc Peru vào năm 1650

Thị trấn Lima do Pizarro thành lập vào ngày 18 tháng 1 năm 1535 với tên gọi "Ciudad de los Reyes" (Thành phố của các vị Vua/Đạo sĩ), đô thị này trở thành nơi đặt trụ sở của phó vương quốc. Với vai trò là nơi đặt trụ sở của một thực thể kiểm soát gần như toàn bộ Nam Mỹ, ngoại trừ khu vực Brasil do Bồ Đào Nha thống trị, Lima đã trở thành một thành phố hùng mạnh. Trong thế kỷ 16, 17 và hầu hết thế kỷ 18, tất cả sự giàu có của thuộc địa tại Nam Mỹ được tạo ra bởi khai thác bạc đã đi qua Lima để tới eo đất Panama rồi từ đó đi tới Sevilla, Tây Ban Nha. Khi bắt đầu thế kỷ 18, Lima đã trở thành một thành phố thuộc địa khang trang và có dáng vẻ quý phái, thành phố cũng là nơi đặt Đại học Hoàng gia và Giáo hoàng San Marcos và là thành trì chính của Tây Ban Nha tại châu Mỹ
Về mặt chính trị, phó vương quốc được chia tiếp thành các audiencias với vai trò tòa án tối cao, nhưng cũng có chức năng hành chính và lập pháp. Mỗi audiencias phải chịu trách nhiệm với phó vương Peru. Các đại phận nằm dưới sự de dọa về mặt quân sự được nhóm thành các tổng Đại úy, như Vương quốc Chile (thành lập năm 1541 và trở thành tổng đại úy năm 1789), những lãnh thổ này có quyền chỉ huy tương đối tự chủ về mặt quân sự và chính trị.

## Kinh tế

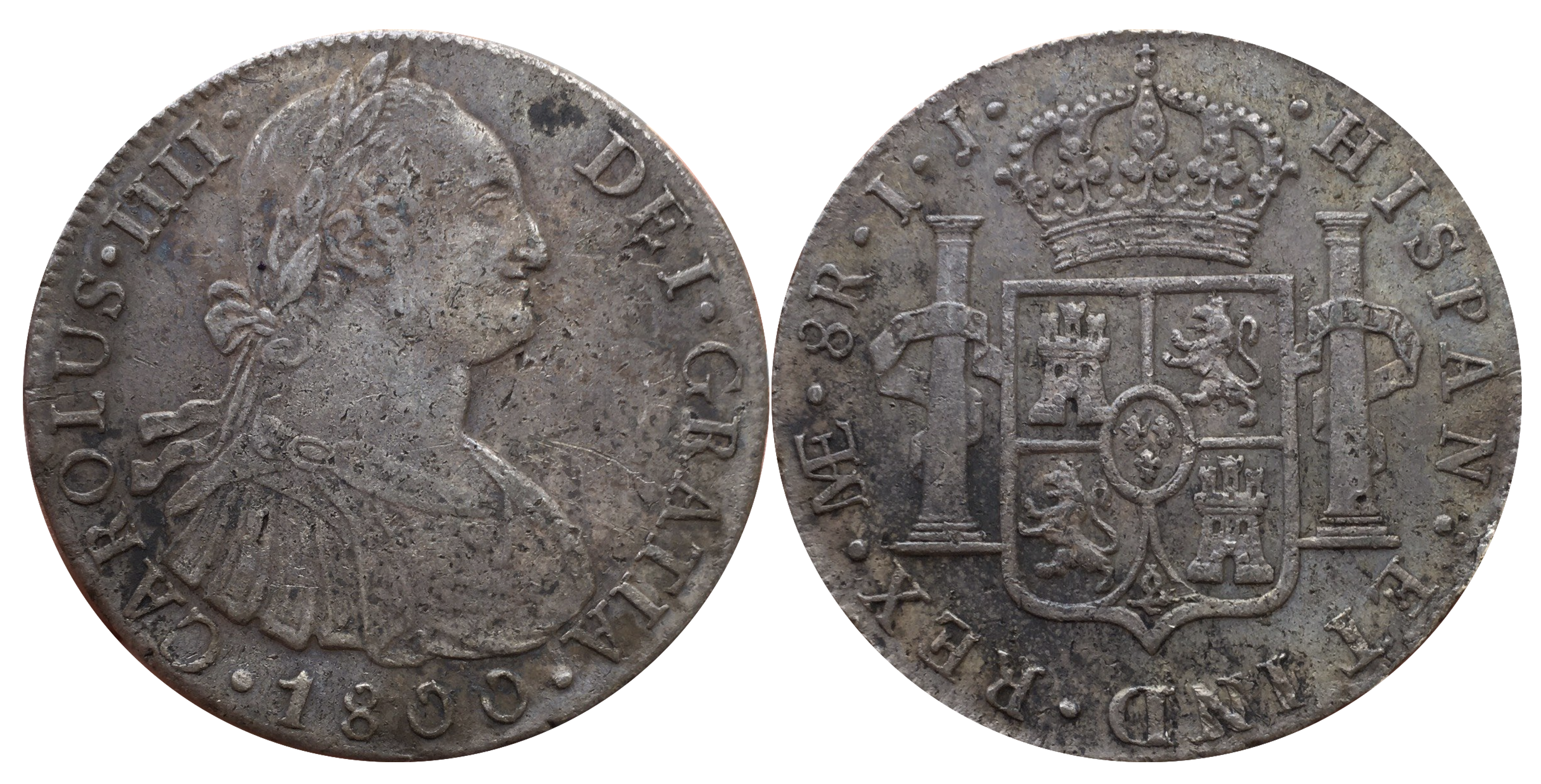
Xu bạc: 8 real Carlos IV - 1800, đúc và lưu hành tại Phó vương quốc Peru

Khi Phó vương quốc Peru được thành lập, những kẻ xâm chiếm đã rất giàu có từ những mỏ vàng và bạc trên dãy núi Andes, và Peru trở thành nguồn cung cấp chính cho sự giàu sanh và sức mạnh của Tây Ban Nha ở Nam Mỹ. Đồng tiền đầu tiên được đúc cho Peru (mà thực ra cho cả Nam Mỹ) xuất hiện từ giữa những năm 1568 và 1570. Phó vương Manuel de Oms y de Santa Pau đã gửi một số tiền khổng lồ (1.600.000 peso) cho nhà vua để trang trải chi phí cho Chiến tranh Kế vị Tây Ban Nha. Đây có thể chỉ là một phần tài sản bởi đã có phát hiện về nhiều mỏ tại Caraboya. Vàng từ các mỏ tại Potosí, Bolivia đã được lưu hành trên khắp thế giới. Phó vương Luis Jerónimo Fernández de Cabrera đã ngăn cấm buôn bán trực tiếp giữa hai phó vương quốc Peru và Tân Tây Ban Nha, ngược đãi người Bồ Đào Nha gốc Do Thái, vốn là những nàh buôn chủ yếu ở Lima khi đó.

## Nhân khẩu
Một thống kê của Quipucamayoc cuối cùng cho biết có 12 triệu cư dân tại Inca Peru; 45 sau, dưới thời Phó vương Tiledo, con số thống kê cho thấy chỉ còn lại 1.100.000 người Anh-điêng (người da đỏ). Mặc dù hành động này chưa đến mức diệt chủng song kết quả gây ra là tương đương. Các thành phố Inca đã được sang tên thánh bằng tiếng Tây Ban Nha và được xây lại thành các đô thị của người Tây Ban Nha, mỗi trung tâm xung quanh quảng trường gồm có một nhà thờ đối diện với tòa nhà chính quyền. Chỉ một vài thành phố Inca như Cuzco vẫn giưa lại được các công trình nền bản địa của lớp gạch tường thành.
Phó vương José de Armendáriz đã tái lập hệ thống mag nhờ đó các những người Inca có thể chứng minh mình vốn là quý tộc sẽ được tái công nhận. Năm 1790, Phó vương Francisco Gil de Taboada đã tiến hành một cuộc thống kê dân số nghiêm túc. Tiếp đó, tàu chở những nô lệ da đen đã tới Peru vào năm 1806, một nam nô lệ trưởng thành được bán với giá 600 peso.